# 伏波庙 (横县)
伏波庙，位于中華人民共和國广西壮族自治区南宁市横州，为祭祀东汉伏波将军马援的庙宇。该庙宇始建年代早于宋朝，并曾多次增建和维修。文化大革命期间，庙宇部分建筑被毁，后于2008年重修完成。该庙宇为三进院落，可分为钟鼓楼、牌坊、前殿、回廊、祭坛亭、中殿、后殿七大部分。2013年，伏波庙被列为全国重点文物保护单位，同时也是横县的首个全国重点文物保护单位。

## 历史
汉代伏波将军马援在征讨交趾时，为通航船只，在横县附近开辟了航路，清理了当地著名的险滩乌蛮滩。后来当地民众在乌蛮滩北岸建造了伏波庙以示纪念，并在每次航行通过前都会来伏波庙祭拜。此外，当地群众会在每年的农历四月十四于伏波庙举行庙会。此后该伏波庙在宋朝庆历年间和明朝洪武年间均有重修。嘉靖年间，新建伯王守仁曾率领兵马经过此地，随后监督当地州府对伏波庙进行了增建。由于伏波庙周围树木繁茂，但瓦顶常年无落叶，具体原因至今不明，有学者认为是伏波庙所处位置特有的气流方向所致。文化大革命期间，伏波庙内的神像和横匾等庙内物品被拆毁，后殿、祭坛亭在也被毁:565。

## 结构
现存的伏波庙均为明清时期的建筑，同时也是广西仅存的五座明清时期的木构架建筑之一。原有的伏波庙为三进院结构，由南向北可分为钟鼓楼、牌坊、前殿、回廊、祭坛亭、中殿、后殿七大部分，建筑面积990平方米。除后殿等建筑为被毁后重建外，其余部分保存较为完整。庙门两旁为钟鼓楼。左侧钟楼当中还保存有钟，而右侧鼓楼当中的鼓已经遗失。钟鼓楼均为两层建筑，下层用青砖砌筑，第二层的栏杆均雕有花草，屋顶为青瓦飞檐。钟鼓楼北侧1米左右的位置，有一座红柱绿琉璃瓦的牌坊，高约6米。牌坊北侧为伏波庙的大门，庙门上悬挂有金子匾额“伏波庙”。庙门后左侧为供奉土地神的“福德祠”，神龛上摆放有尊塑像；右侧为供奉马援之子的“少侯祠”。这两幢建筑通过回廊连接，组成前殿。大殿之前建有一座祭坛，用青砖围砌、花岗石铺面。大殿无门，宽约18米，进深约20米，两排有6根木圆柱，直径约30厘米。柱基石雕有垂莲形，塔状形等，梁架底面有精细雕刻。殿中为伏波将军马援的塑像。大殿后墙左右各有一圆拱小门，通向后殿。后殿为伏波将军和夫人“葛氏娘娘”的寝宫，其内有葛氏娘娘的造像。庙内还保留有大量的名人题词和楹联。

## 保护
1983年，横县人民政府将伏波庙列为横县文物保护单位:565。1994年，伏波庙被列为广西壮族自治区文物保护单位。2008年3月，横县政府出资70万元重修伏波庙，该工程于当年12月完工，基本恢复了伏波庙的原状。2013年3月5日，伏波庙被列为全国重点文物保护单位，同时成为横县首个全国重点文物保护单位。